# 谢俊平
谢俊平（1947年6月—），女，北京人，中华人民共和国外交官，曾任中华人民共和国驻爱沙尼亚共和国特命全权大使。